# Gelfond-Schneiderjeva konstanta
Gelfond-Schneiderjeva konstanta ali Hilbertovo število je v matematiki konstanta, definirana kot število 2 na potenco njegovega kvadratnega korena: (OEIS A007507)
{\displaystyle 2^{\sqrt {2}}=2,66514\ 41426\ 90225\ 18865\ 02972\ 49873\ 13984\ 82742\ 11313\ \ldots \!\,.}
Leta 1930 je Rodion Osijevič Kuzmin dokazal da je konstanta transcendentno število. Aleksander Osipovič Gelfond (1906–1968) in Theodor Schneider (1911–1988) sta leta 1934 neodvisno dokazala širši Gelfond-Schneiderjev izrek, ki je razrešil del Hilbertovega sedmega problema: ali je število oblike {\displaystyle a^{b}\!\,} transcendentno, za algebrski {\displaystyle a\neq \{0,1\}\!\,} in iraconalni algebrski {\displaystyle b\!\,}, opisan spodaj.

## Značilnosti
Kvadratni koren Gelfond-Schneiderjeve konstante je transcendentno število: (OEIS A078333)
{\displaystyle {\sqrt {2^{\sqrt {2}}}}={\sqrt {2}}^{\sqrt {2}}=1,63252\ 69194\ 38152\ 84477\ 34953\ 81024\ 71960\ 20791\ 08857\ \ldots \!\,.}
S to konstanto se lahko dokaže, da »je iracionalno število na iracionalno potenco lahko racionalno«, tudi brez predhodnega dokaza njegove transcendence. Dokaz je naslednji: ali je število {\displaystyle {\sqrt {2}}^{\sqrt {2}}\!\,} racionalno, kar dokazuje izrek, ali je iracionalno (kot se izkaže da je), in potem je:
{\displaystyle \left({\sqrt {2}}^{\sqrt {2}}\right)^{\sqrt {2}}={\sqrt {2}}^{{\sqrt {2}}\cdot {\sqrt {2}}}={\sqrt {2}}^{2}=2\!\,}
iracionalno na iracionalno potenco, ki je racionalno, kar dokazuje izrek. Dokaz ni konstruktiven, saj ne pove kateri od obeh primerov je pravilen, vendar je preprostejši od Kuzminovega dokaza.

## Hilbertov sedmi problem
Del od Hilbertovega sedmega problema, postavljenega leta 1900, je bil dokazati ali najti protiprimer za trditev, da je število oblike {\displaystyle a^{b}\!\,} vedno transcendentno za algebrski {\displaystyle a\neq \{0,1\}\!\,} in iracionalni algebrski {\displaystyle b\!\,}. V nagovoru je navedel dva eksplicitna primera, eden od njiju je bila Gelfond-Schneiderjeva konstanta {\displaystyle 2^{\sqrt {2}}\!\,}.
David Hilbert je imel leta 1919 predavanje o teoriji števil in dovoril o treh domnevah: Riemannovi domnevi, Fermatovem velikem izreku in transcendentnosti števila {\displaystyle 2^{\sqrt {2}}\!\,}. Publiki je omenil, da nihče v dvorani ne bo živel dovolj dolgo, da bo videl dokaz tega rezultata. Toda dokaz o transcendenci tega števila je objavil Kuzmin leta 1930,  še precej v času Hilbertovega življenja. Kuzmin je namreč dokazal primer, ko je eksponent {\displaystyle b\!\,} realno kvadratno iracionalno število, ki sta ga kasneje Gelfond in Schneider razširila na poljubno algebrsko iracionalno število {\displaystyle b\!\,}.